# Wozen
De Wozen of (Sindarijns) Drúedain is een fictief volk (of een verzameling volken) uit de werken van J.R.R. Tolkien.
De Wozen zijn klein en gedrongen van gestalte en hebben donkere ogen waaruit geen uitdrukking valt op te maken. Bij woede kleuren de ogen rood. Ze hadden geen haargroei op het lichaam en op het gezicht slechts wenkbrauwen en bij een enkeling een heel klein baardje.
Hoewel er overeenkomsten zijn met Hobbits benadrukte Tolkien dat deze volken absoluut niet verwant waren. Niet alleen zijn er uiterlijke verschillen, zoals haargroei en lichaamsbouw, ook is de volksaard geheel anders. Hobbits waren vrolijk en uitbundig en hadden de neiging de dag te plukken. Drúedain daarentegen waren oppassend en lachten zelden. Verder konden Drúedain dagen achtereen stilzitten en mediteren, zodanig dat ze wel eens met hun eigen waakstenen verward werden.
De Wozen hadden groot respect voor levende wezens en doodden ze niet graag, behalve orks, die zij haatten. Tegen de orks zetten ze dan ook dodelijk giftige pijlen in, wat ze tegen andere vijanden nooit deden en die ze zelfs na de strijd vaak van hun wonden genazen.
De Wozen bezaten een kennis van de natuur die de kennis van de Elfen benaderde, en waren derhalve zeer bedreven in de geneeskunst. Ook hadden ze de gewoonten om standbeelden te maken die bij de toegangswegen van gebieden werden geplaatst als 'bewakers', zogenaamde 'waakstenen'. Deze waakstenen waren altijd standbeelden van de maker zelf, zouden bijzondere krachten hebben wanneer ze door individuele Drúedain hiermee begiftigd waren, en hun meesters indien nodig te hulp schieten. Dit betekende wel dat betreffende persoon ook de opgelopen kwetsuren van de waaksteen moest delen, vergelijkbaar hoe Sauron zijn eigen essentie in de Ene Ring inbracht en hierdoor ook van deze Ring afhankelijk werd. Wanneer Orks niet in grote groepen waren, was de aanblik van deze standbeelden al voldoende om hen rechtsomkeert te doen maken.

## Eerste Era
In de Eerste Era woonde in Brethil tussen de Haladin een volk dat Drúg werd genoemd. Er bestond een hechte band tussen de Haladin en de Drúg. Vanwege dit bondgenootschap en hun fanatieke vijandschap voor orks werd ze door de elfen de eretitel Edain verleend, die ze ook hadden gegeven aan de huizen van Bëor, Hador en Haleth. De Wozen worden daardoor Drúedain (enkelvoud: Drúadan) genoemd. Het voorvoegsel drú komt hierna alleen nog voor in samenstellingen.
Tijdens de Eerste Era bevolkten de Wozen ook de Ered Nimrais. Zij werden echter uit de Ered Nimrais verdreven door Oosterlingen.

## Tweede Era
In het begin van de Tweede Era gingen enkele families Wozen met de meerderheid van de Edain mee naar Númenor. Zij keerden echter allen terug naar Midden-aarde tijdens de zeereizen van de koningen. Naarmate de Númenoreaanse koningen steeds verder tot kwaad vervielen, voelden de Wozen zich steeds minder prettig op Númenor. Tijdens de Ondergang van Númenor was er geen enkele Woze meer op het eiland.
In Midden-aarde leefden Wozen in Drúwaith Iaur. De voorouders van de Donkerlanders trokken uit voorzorg hun gebied niet binnen nadat ze hun strijd tegen Númenor hadden verloren. Ook leefden er Wozen in het Drúadanwoud in Anórien.

## Derde Era
De Wozen van het Drúadanwoud in Anórien speelden een belangrijke rol tijdens de Oorlog om de Ring. Zij leidden de Rohirrim over een vergeten weg naar Minas Tirith, die daarmee Cair Andros konden vermijden. Deze Wozen waren echter al eeuwen het slachtoffer van de jacht op hen door de Rohirrim.
Na de eerste Slag van de Voorden van de Isen vielen de Wozen van Drúwaith Iaur de overlevenden van Isengard aan.
Aan de kust van Enedwaith leefde een vissersvolk dat aan de Wozen verwant was.

## Vierde Era
In de Vierde Era kregen de Wozen van Aragorn het Drúadanwoud als autonome regio toegewezen.